# فوهة اسكاليجيه

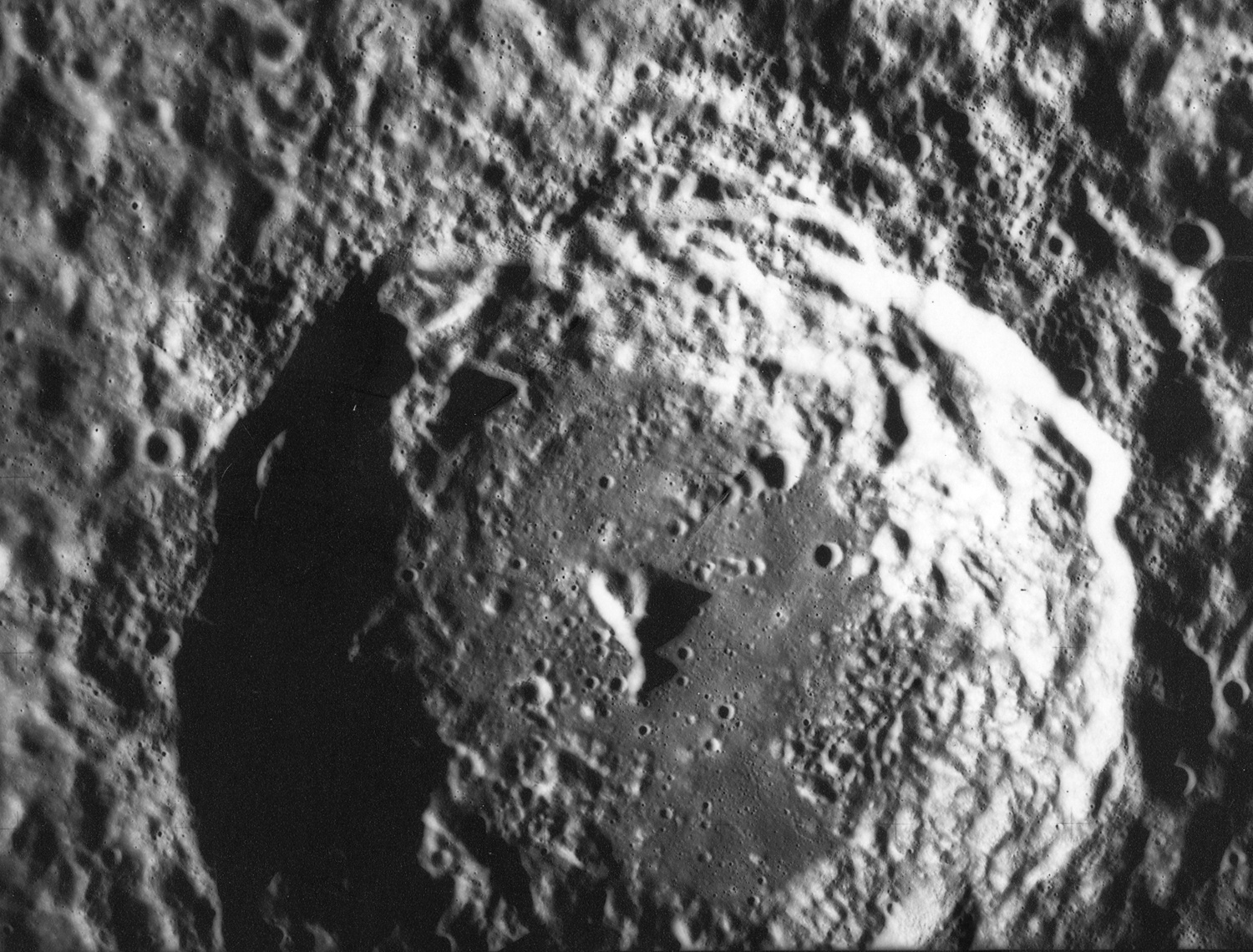
فوهة اسكاليجيه من بعثة أبولو 15

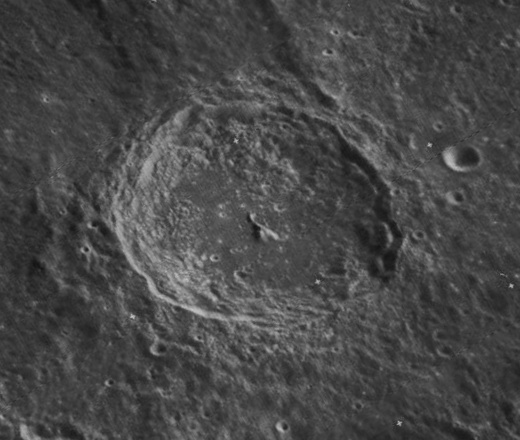
مقطع أفقي لفوهة اسكاليجيه

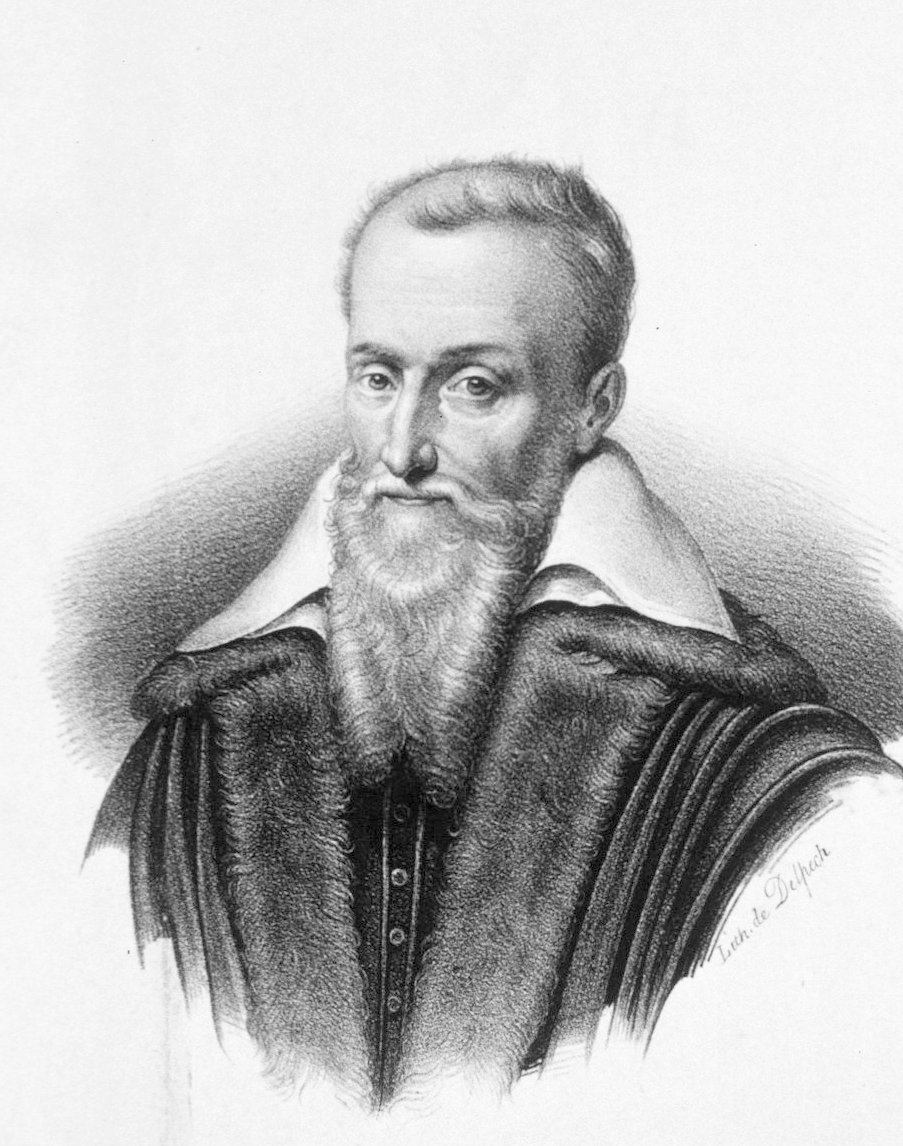
جوزيف اسكاليجيه التي سميت الفوهة على اسمه تكريما له

فوهة اسكاليجيه(27.1°S 108.9°E[1]1°S 108.9°E) فوهة صدمية بركانية بارزة تقع في نصف الكرة الجنوبي على الجانب البعيد من سطح القمر. تحدها من الحافة الشمالية الغربية فوهة ميلن بينما تحدها من الغرب فوهة لوكاس.

## الوصف
الجدار الخارجي لـلفوهة يكون شكلا مضلعا إلى حد ما، خاصة في النصف الجنوبي. الحواف ما زالت سليمة نسبيا فلا يظهر عليها التآكل بشكل كبير على عكس فوهة ميلن بجوارها. أما الحواف الداخلية فهي على شكل مدرجات تصل في النهاية إلى قاع الفوهة المستو نسبيا مع سطح خشن بالقرب من الحواف، بالقرب من مركز الفوهة في اتجاه الشرق توجد أكبر قمة بها.
يبلغ قطر الفوهة 84 كم وعلى زاوية 252° من شروق الشمس، بينما لم يتم تحديد عمقها حتى الآن. تم تسمية الفوهة على اسم المستشرق الفرنسي جوزيف اسكاليجيه تكريما له على مجمل أعماله وتخليدا لذكراه.

## فوهات القمر الصناعي
لرسم خريطة مماثلة لفوهات القمر يتم وضح حروف على كل جانب من جوانب الفوهة ومركزها لكل حرف منهم دلاله معينة.
| اسكاليجيه | خط طول  | خط عرض   | القطر |
| --------- | ------- | -------- | ----- |
| U         | 26.6° S | 106.5° E | 11 كم |

## وصلات خارجية
- فوهات القمر
- "استكشاف القمر". معهد العلوم القمرية والكواكبيّة. مؤرشف من الأصل في 2012-02-18. اطلع عليه بتاريخ 2007-04-12.
- "أطالس القمر". معهد الدرسات القمرية والكواكبيّة. مؤرشف من الأصل في 2011-12-18. اطلع عليه بتاريخ 2007-04-12.
- آيشليمان، ر. "خرائط القمر". خرائط وروسومات لأسطح الكواكب. مؤرشف من الأصل في 2019-08-18. اطلع عليه بتاريخ 2007-04-12. خرائط ومناظر شاملة في مواقع هبوط أبولو.